# Gabriel Sîncrăian
Gabriel Sîncrăian (n. 21 decembrie 1988, Cluj-Napoca, România) este un halterofil român.

## Carieră
A început să practice halterele la vârsta de 8 ani, după ce a aflat că vecinii lui practică acest sport la clubul local, Clubul „Clujeana”. Inițierea în acest sport i-a făcut-o medaliatul cu argint de la Los Angeles 1984, Ștefan Tașnadi. În 1998, după desființarea clubului clujean, Mugur Saranciuc l-a adus în Bistrița și l-a legitimat la CSM Bistrița. În 2015 a absolvit Facultatea de Educație Fizică și Sport.
În 2012, la Campionatul European desfășurat în Antalya (Turcia), sportivul a cucerit trei medalii de bronz la categoria −85 kg — stilul smuls (164 kg), aruncat (195 kg) și total (359 kg). În plus, Gabriel Sîncrăian a participat și la Jocurile Olimpice de vară din 2012, dar a ratat toate încercările la smuls.
În 2013, Sîncrăian și-a mai adăugat o medalie la palmares, prin bronzul de la Europenele de la Tirana (Albania) — bronz la smuls (166 kg) în cadrul categoriei −85 kg. În luna septembrie, halterofilul a fost depistat pozitiv cu stanozolol și a fost suspendat pe o perioadă de doi ani.
A revenit în circuitul competițional în 2015, când a și absolvit Facultatea de Educație Fizică și Sport.
În 2016 a reușit cele mai mari performanțe ale carierei sale. La Campionatul European de la Forde (Norvegia), Sîncrăian a obținut trei medalii la categoria −85 kg — aur la stilul smuls (169 kg), argint la stilul aruncat (202 kg) și în total (371 kg). La Jocurile Olimpice de vară din 2016 a obținut medalia de bronz la categoria −85 kg — locul cinci la smuls (173 kg), primul loc la aruncat (217 kg) și locul trei în total (390 kg). Pe locul patru s-a aflat Denis Ulanov care avea aceeași greutate ridicată, dar Sîncrăian cântărea cu 620 de grame mai puțin ca el.
În data de 8 decembrie 2016 Gabriel Sâncrăian a fost suspendat din activitatea sportivă pentru 8 ani, fiind testat pozitiv cu testosteron exogen, o substanță interzisă de pe lista WADA, la un control efectuat la 12 august, anunță TAS, care subliniază că toate rezultatele obținute de Sîncrăian sunt anulate, inclusiv medalia de bronz la categoria 85 de kilograme, obținută în Rio de Janeiro.

### Palmares competițional
| An   | Competiție           | Categorie | Smuls  | Poziție | Aruncat | Poziție | Total  | Poziție |
| ---- | -------------------- | --------- | ------ | ------- | ------- | ------- | ------ | ------- |
| 2010 | Campionatul Mondial  | −85 kg    | 165 kg | 9       | 201 kg  | 7       | 366 kg | 7       |
| 2011 | Campionatul Mondial  | −85 kg    | 169 kg | 7       | 201 kg  | 9       | 370 kg | 6       |
| 2012 | Campionatul European | −85 kg    | 164 kg | 1       | 195 kg  | 2       | 359 kg | 1       |
| 2013 | Campionatul European | −85 kg    | 166 kg | 3       | 195 kg  | 5       | 361 kg | 5       |
| 2015 | Campionatul Mondial  | −85 kg    | 167 kg | 6       | 200 kg  | 8       | 367 kg | 5       |
| 2016 | Campionatul European | −85 kg    | 169 kg | 1       | 202 kg  | 2       | 371 kg | 2       |